# Quando i diavoli ci mettono le corna!
Quando i diavoli ci mettono le corna! (Naar Djævle er paa Spil) è un cortometraggio muto del 1909 diretto da Holger Rasmussen.

## Trama
A frate Cook, allegro monaco di un convento, piace indulgere in assaggi prolungati di vino inebriante. I confratelli cercando di correggere questa sua abitudine mettendo in atto un metodo davvero singolare.

## Produzione
Il film fu prodotto dalla Nordisk Film Kompagni.

## Distribuzione
In Danimarca, il film fu distribuito dalla Nordisk Film Kompagni nel 1909. La Great Northern Film Company lo importò negli Stati Uniti, facendolo uscire in sala il 18 giugno 1910 (il titolo internazionale inglese è How Brother Cook was Taught a Lesson) con il sistema dello split reel: nelle proiezioni, veniva programmato accorpato in un'unica bobina con un altro cortometraggio, un documentario sul lago di Lucerna.